# Tiền giấy 100 đô la Mỹ
Tiền giấy 100 đô la Mỹ ($100) là một loại tiền giấy của tiền tệ Hoa Kỳ. Phiên bản tiền giấy 100 đô la được phát hành vào năm 1862 và phiên bản mới nhất được ra mắt vào năm 1914, bên cạnh các mệnh giá khác. Mặt trước in chân dung Benjamin Franklin, một chính trị gia, một nhà khoa học, một nhà văn, một thợ in, một triết gia, một nhà phát minh, nhà hoạt động xã hội, một nhà ngoại giao hàng đầu, một trong những người khai sinh Hoa Kỳ , nên nó có tên khác như "Bens," "Benjamins," hoặc "Franklins,". Ở mặt trái của tờ tiền là hình ảnh của Hội trường Độc lập ở Philadelphia, xuất hiện từ năm 1928.. Đây là mệnh giá lớn nhất đã được in và lưu hành kể từ ngày 13 tháng 7 năm 1969, khi các mệnh giá 500 đô la, 1.000 đô la, 5.000 đô la và 10.000 đô la ngừng phát hành 
Series mới nhất là Series 2009A đã được công bố vào ngày 21 tháng 4 năm 2010 và được phát hành vào ngày 8 tháng 10 năm 2013. Hóa đơn mới tốn 12,6 cent để sản xuất và có một dải màu xanh được in vào trung tâm của tờ tiền với "100" và Chuông Tự do xen kẽ, xuất hiện khi hóa đơn bị nghiêng.
Tính đến ngày 30 tháng 6 năm 2012, tờ 100 đô la chiếm 77% tổng số tờ tiền đô la đang lưu hành. Dữ liệu của FED từ năm 2017 cho thấy số lượng tờ 100 đô la vượt quá số lượng tờ 1 đô la. Tuy nhiên, một vài nghiên cứu năm 2018 của Ngân hàng Dự trữ Liên bang Chicago ước tính rằng 80% số tờ tiền là ở các quốc gia khác. Lý do có thể bao gồm sự bất ổn kinh tế đã ảnh hưởng đến các loại tiền tệ khác và sử dụng các hóa đơn cho các hoạt động tội phạm.

## Tiền mệnh giá lớn hơn
Ngày nay tiền của Hoa Kỳ là đồng đô la và được in thành các mệnh giá $1, $2, $5, $10, $20, $50, và $100. Tuy nhiên cũng có thời gian tiền Hoa Kỳ gồm có năm loại có mệnh giá lớn hơn. Tiền mệnh giá cao thịnh hành vào thời điểm chúng được Chính phủ Hoa Kỳ phát hành lần đầu tiên vào năm 1861. Các tờ $500, $1.000, và $5.000 có giá trị sinh lời được phát hành vào năm 1861, và tờ chứng nhận $10.000 vàng ra đời năm 1865. Có nhiều kiểu mẫu các tờ mệnh giá cao.
Việc lưu hành các tờ giấy bạc mệnh giá lớn này bị ngưng lại vào năm 1969 theo lệnh hành pháp của Tổng thống Hoa Kỳ Richard Nixon như là một cách đối phó chống lại tội phạm có tổ chức. Ngân hàng dự trữ liên bang bắt đầu thu hồi lại các tờ giấy bạc mệnh giá cao không cho lưu hành vào năm đó. Tính đến ngày 30 tháng 5 năm 2009, có khoảng chừng 336 tờ bạc $10,000; 342 tờ bạc $5.000; và 165.372 tờ bạc $1.000 vẫn còn được sang tay. Vì sự khan hiếm của chúng nên những nhà sưu tầm phải trả nhiều hơn giá trị thật của chúng.
Phần nhiều các tờ giấy bạc này trước kia (khi được lưu hành) chỉ được các ngân hàng và chính phủ liên bang sử dụng trong các giao dịch tài chính có giá trị lớn, đặc biệt là các tờ giấy chứng nhận bản vị vàng từ năm 1865 đến 1934. Tuy nhiên, sự ra đời của hệ thống tiền điện tử đã khiến cho các giao dịch tiền mặt có giá trị lớn trở nên lỗi thời. Hơn nữa việc giao dịch tiền mặt có giá trị lớn gây thêm lo lắng về nạn tiền giả hay việc sử dụng tiền trong các hoạt động bất hợp pháp, thí dụ như buôn bán ma túy. Tin rằng chính phủ Hoa Kỳ trong tương lai gần sẽ không tái phát hành tiền mệnh giá lớn. Theo trang chủ của Bộ Ngân khố Hoa Kỳ, "các mệnh giá tiền hiện tại của chúng tôi đang được phát hành là $1, $2, $5, $10, $20, $50, và $100. Cả Bộ Ngân khố và Hệ thống dự trữ liên bang Hoa Kỳ không có kế hoạch nào để thay đổi các mệnh giá tiền đang sử dụng ngày nay."

## Hình ảnh

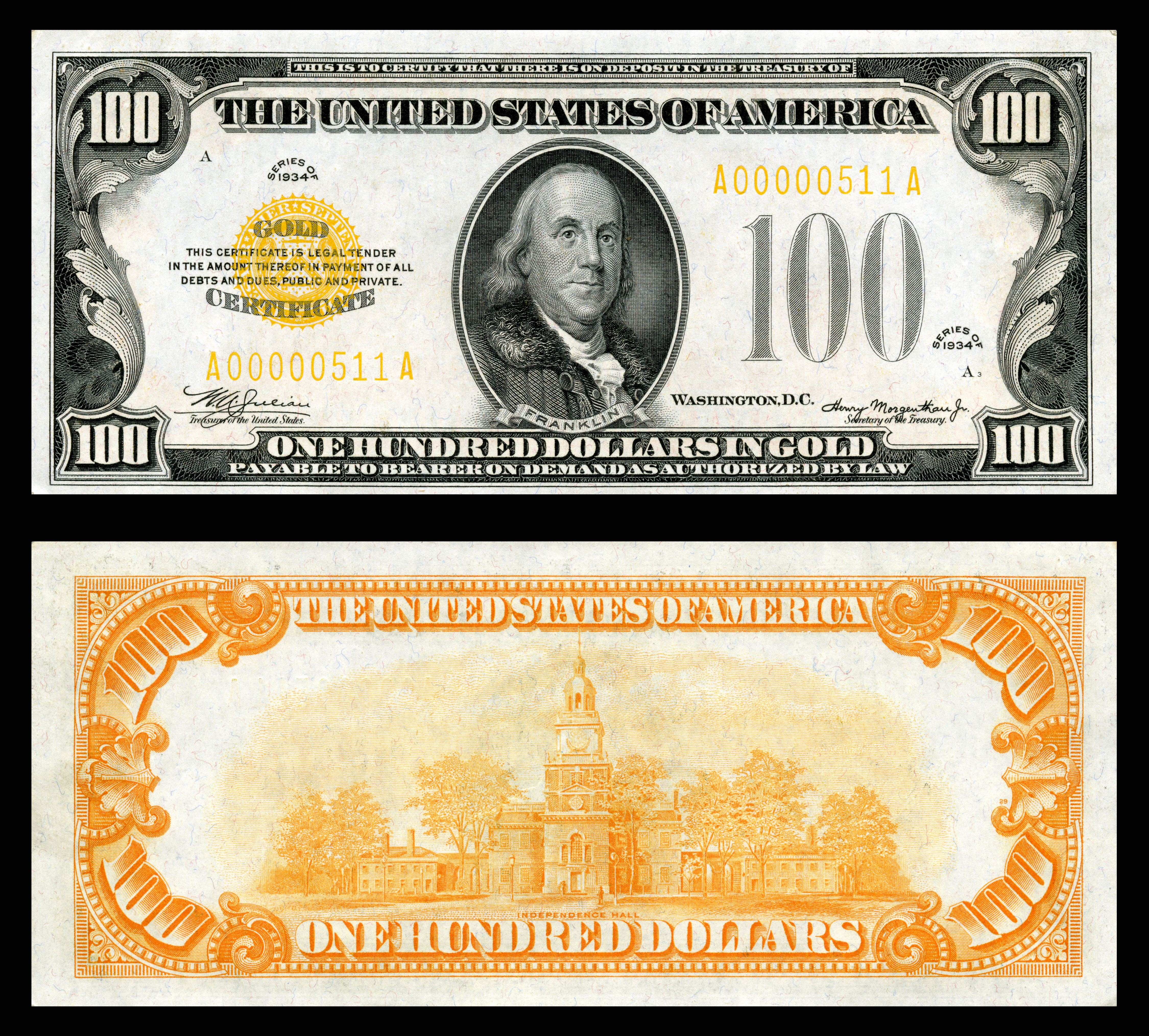
Tờ tiền $100 Series 1934 bản vị vàng.
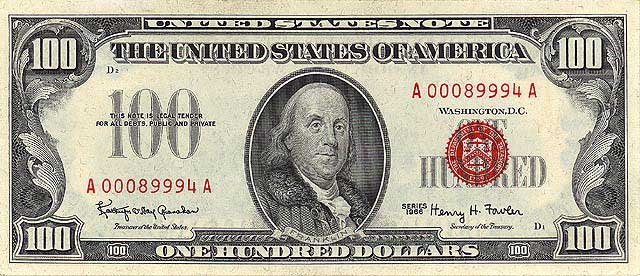
Mặt trước tờ tiền $100 Series 1966 phiên bản Tiền giấy Hoa Kỳ.
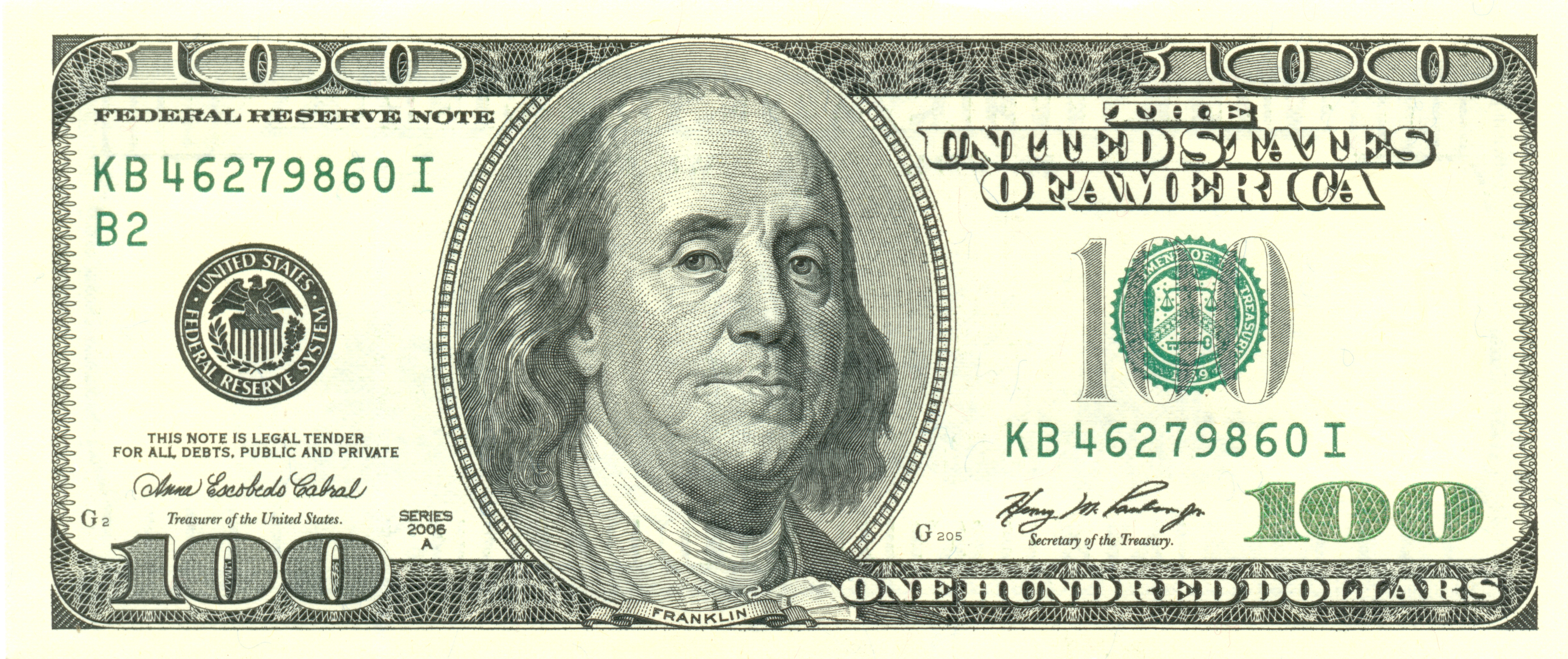
Mặt trước tờ tiền $100  Series 2006A.
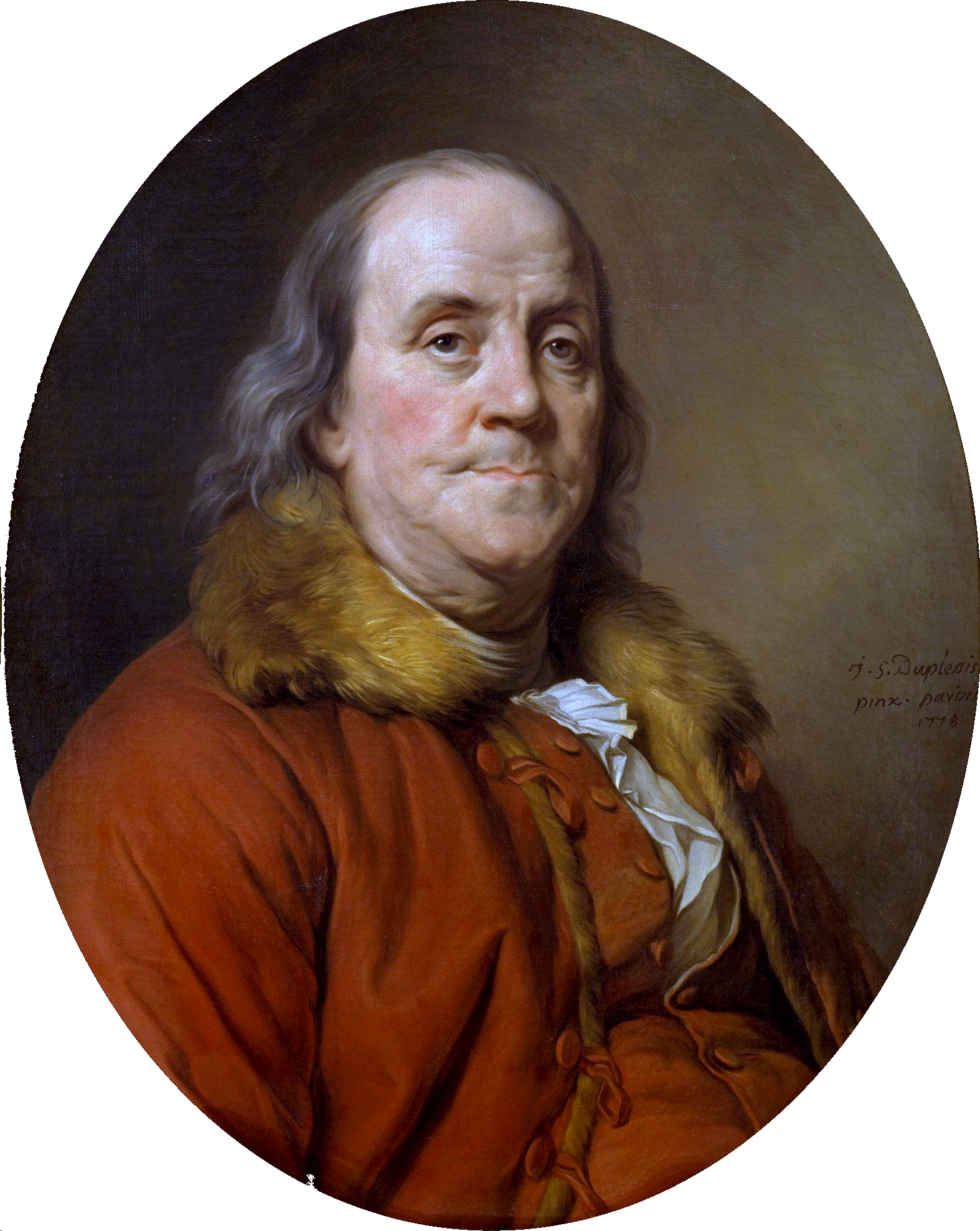
Bức chân dung của Joseph-Siffred Duplessis vẽ Benjamin Franklin được sử dụng trên tờ 100 đô la từ năm 1929 đến năm 1996.
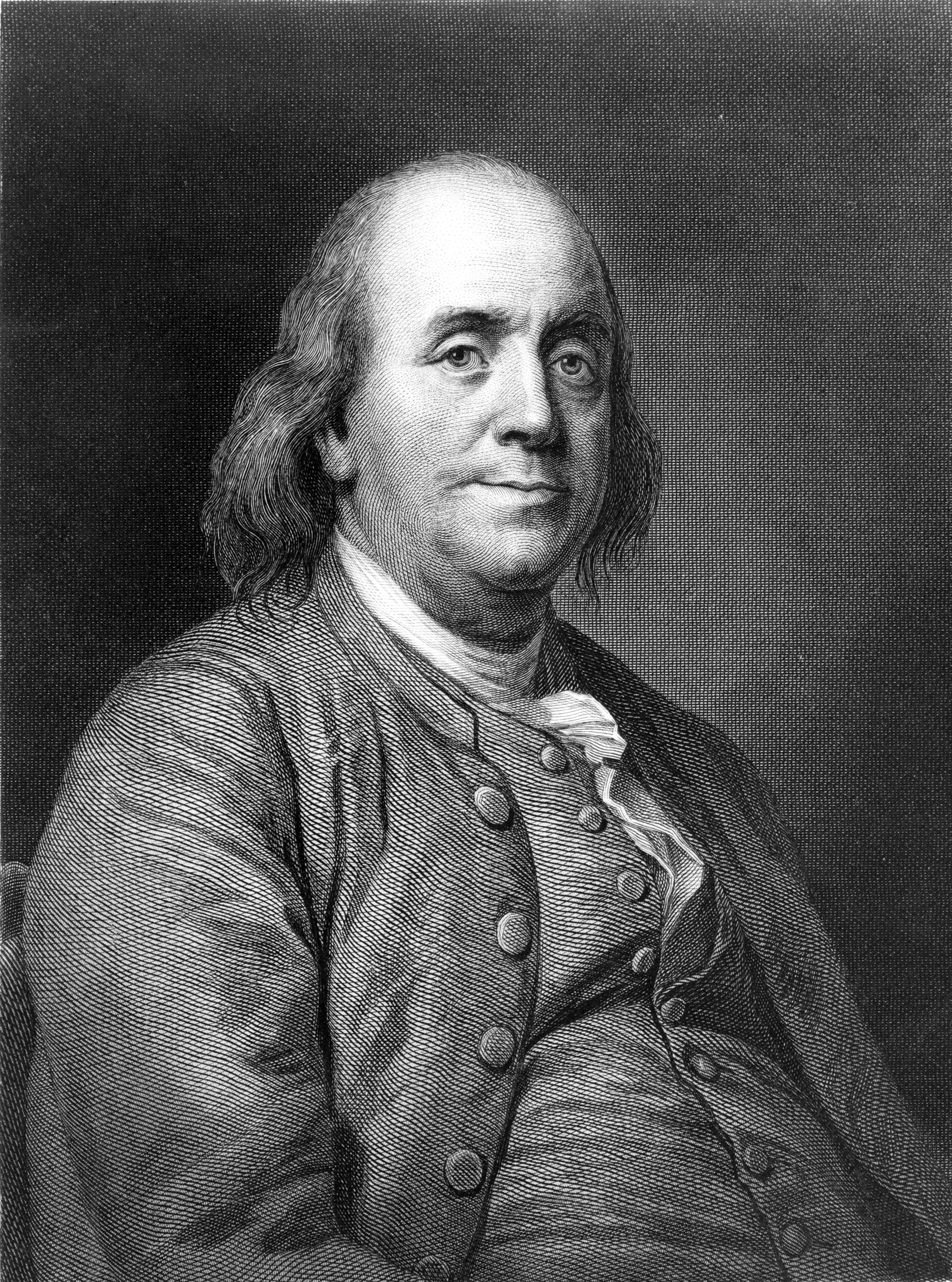
Bản khắc của H.B.Hall của Joseph-Siffred Duplessis chân dung vẽ Benjamin Franklin lớn tuổi được sử dụng trên tờ 100 đô la năm 1996 trở đi.
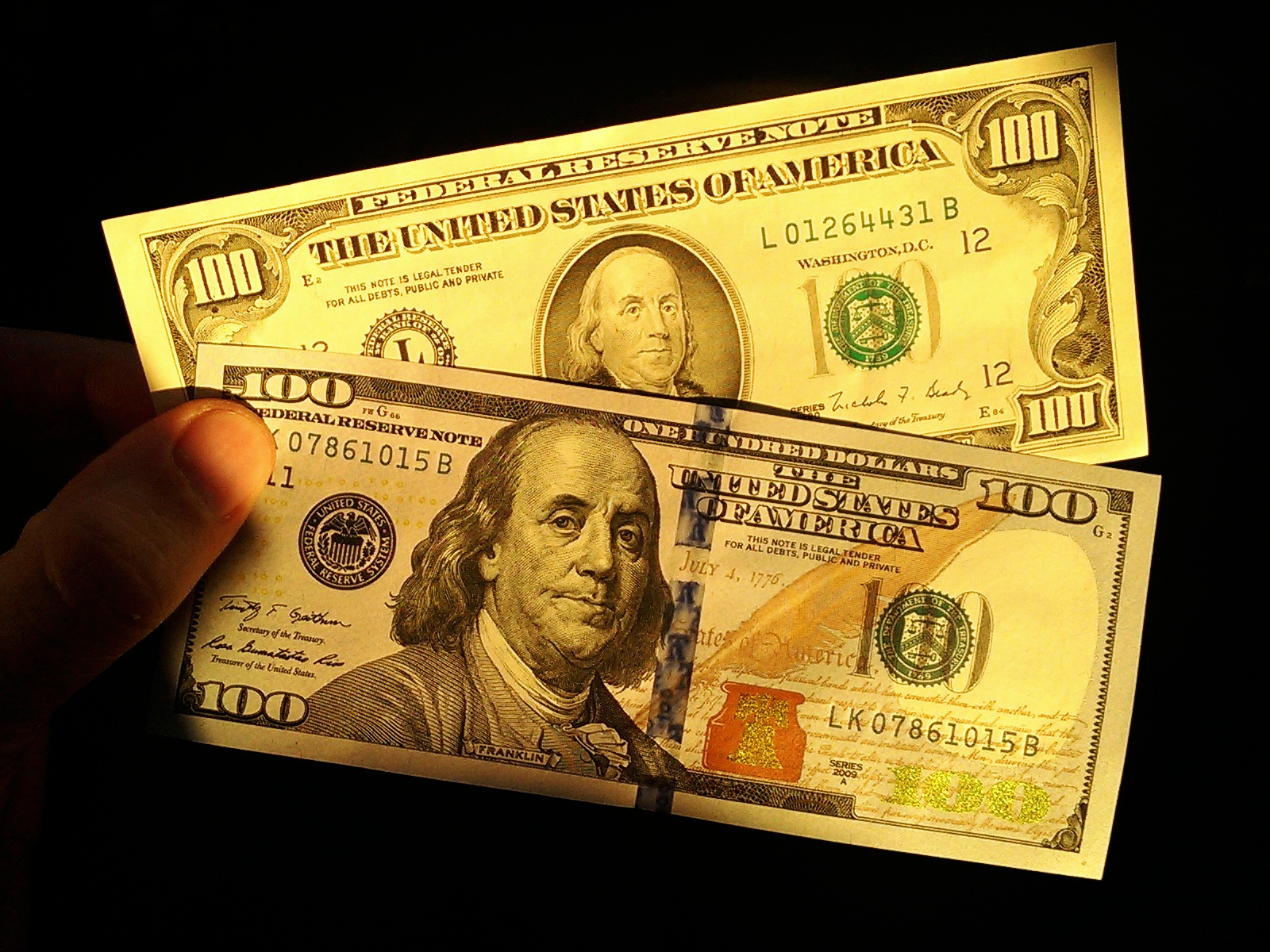
So sánh giữa một tờ Series 1990 với tờ series 2013.